# Рендалл, Роберт
Роберт Рендалл (англ. Robert Rendall, (1898—1967)) — поэт и натуралист-любитель, который большую часть своей жизни провёл в Керкуолле, на Оркнейские островах.

## Биография
Роберт Рендалл родился в Глазго в 1898 году, но в молодости переехал на Оркнейские острова со своими родителями из Уэстрей. Когда ему было семь лет, он был так болен, что не ожидал, что проживет ещё хотя бы год. Примерно в это же время он стал обращённым христианином. Он посещал гимназию Керкуолла, пока ему не исполнилось 13 лет, но в основном был самоучкой, многому научившись из детской энциклопедии Артура Ми. Он работал в семейном магазине тканей в Керкуолле. Он присоединился к Королевскому флоту в 1916 году и служил в гавани Скапа-Флоу во время Первой мировой войны.
Рендалл, человек многих талантов, известный как поэт и авторитет в области ракушек, цветов и морской жизни, был описан как «человек Оркадского Возрождения». В 1929 году он случайно обнаружил башню Брох-Гурнесс.
В 1946 году он наполовину ушёл из бизнеса и посвятил свою жизнь научным и культурным интересам, а также рыбной ловле. В этом году он опубликовал «Деревенские сонеты», в которые вошли многие стихотворения, написанные на диалекте Оркнейских островов. Рендалл стал другом писателя Джорджа Маккея Брауна, которого он поощрял и который оценил качество его лучших стихов, будучи представленным ему Эрнестом Марвиком. Браун был воодушевлён визитами Рендалла, когда он был вынужден находиться в санатории Истбанк. В 1956 году Рендалл опубликовал «Mollusca Orcadensia», статью, в которой собраны сведения из всех доступных источников о морских моллюсках, обитающих на Оркнейских островах, работу эту он начал в 1916 году. В 1960 году Роберт опубликовал книгу «Оркнейский берег», посвящённую морской жизни на Оркнейских островах. «Все его исследования — будь то научные, археологические, богословские или литературные — уходили корнями в Оркнейские острова, и любовь к островам привела к строгости, которую он применял к каждой из выбранных им территорий».
Рендалл был маленьким смуглым мужчиной, глухим и холостяком. Он был членом Открытых братьев (группы евангельских христиан).
Рендалл умер в 1967 году. Мемориальная доска с его именем находится в пресвитерии собора Святого Магнуса. Биография Нила Диксона «Берег острова: жизнь и творчество Роберта Рендалла» была опубликована в 1990 году, а эссе о его работе включено в книгу Джорджа Маккея Брауна «Оркнейский гобелен» в 1969 году.

## Критическое мнение
Было сказано, что поэзия Роберта Рендалла «представляет собой возможную регенерирующую реакцию на трансплантированное англизированное выражение, которое помешало Оркнейским островам создавать какие-либо значимые или долговечные стихи в девятнадцатом веке… Работа представляет собой культурный сплав оркнейского народного, философско-христианского содержания и утончённой формы».
Писатель Рон Фергюсон говорит, что он поэт, основанный на содержании, и что его лучшие стихи написаны на оркнейском диалекте.

## Труды
Поэзия:
- Country Sonnets (1946)[7]
- Orkney Variants (1951)[21]
- Shore Poems (1957)[22]

Теология
- History, Prophecy and God (1954)[23]

Научные труды
- Mollusca Orcadensia (1956)
- Orkney Shore (1960)